# Język jukagirski północny
Język jukagirski północny (północnojukagirski, tundrowy, tundro-jukagirski) – prawie wymarły język z rodziny jukagirskiej. Jest wyraźnie odrębny od jukagirskiego południowego.
W 1989 r. podano, że oba języki jukagirskie mają łącznie 400 użytkowników, ale liczba ta uchodzi za zawyżoną. Według danych szacunkowych z 2007 r. jukagirskim północnym posługuje się mniej niż 150 osób (są to zarówno osoby, dla których jest to pierwszy język, jak i osoby, które lepiej znają rosyjski i jakucki).
Brak tradycji literackiej. Podjęto próby stworzenia standardu i ortografii na bazie cyrylicy.